# Église Saint-Aubin de Criel-sur-Mer
Pour les articles homonymes, voir Église Saint-Aignan.
L'église Saint-Aubin est une église catholique située à Criel-sur-Mer, en France.

## Localisation
L'église est située à Criel-sur-Mer, commune du département français de la Seine-Maritime. 

## Historique
L'église est bâtie aux XIVe siècle-XVIe siècle. Elle remplace un édifice du XIIe siècle détruit en 1474 par les troupes de Charles le Téméraire.
Au XVe siècle une chapelle est ajoutée. La reconstruction est réalisée au XVIe siècle. L'édifice est restauré au XIXe siècle après avoir été touché par la foudre. La voûte du chœur s'effondre et la reconstruction a lieu de 1863 à 1890.
L'édifice est inscrit au titre des monuments historiques par arrêté du 14 avril 1930.
Des travaux importants sont réalisés dans les années 1990, concernant les charpentes, les maçonneries et la couverture.
À la suite d'une chute de pierres en 2017 une étude est menée, mettant en évidence la nécessité de travaux structurels.

## Description
L'église est en pierre, grès et silex. C'est un « bel exemple d'architecture religieuse du XVIe siècle ».
Elle est en forme de croix latine
L'édifice conserve un retable du XVIe siècle.
L'église est pourvue de nombreux graffitis marins.
Les trois cloches : 
- Marie-Germaine, 758 kg, diamètre, 110 cm ;
- Michelle-Louise, 548 kg, diamètre, 99 cm ;
- Françoise-Geneviève, 378 kg, 87 cm[5].